# Bourguignon-lès-Conflans
Bourguignon-lès-Conflans – miejscowość i gmina we Francji, w regionie Burgundia-Franche-Comté, w departamencie Górna Saona.
Według danych na rok 1990 gminę zamieszkiwało 89 osób, a gęstość zaludnienia wynosiła 11 osób/km² (wśród 1786 gmin Franche-Comté Bourguignon-lès-Conflans plasuje się na 654. miejscu pod względem liczby ludności, natomiast pod względem powierzchni na miejscu 558.).
| 1962 | 1968 | 1975 | 1982 | 1990 | 1999 |
| ---- | ---- | ---- | ---- | ---- | ---- |
| 112  | 113  | 93   | 95   | 89   | 106  |